# Prionolabis rufipennis
Prionolabis rufipennis är en tvåvingeart som först beskrevs av Alexander 1919.  Prionolabis rufipennis ingår i släktet Prionolabis och familjen småharkrankar. Inga underarter finns listade i Catalogue of Life.